# Saison 2019 de l'équipe cycliste CCC
La saison 2019 de l'équipe cycliste CCC est la treizième de cette équipe, la première sous ce nom.

## Préparation de la saison 2019

### Sponsors et financement de l'équipe
Financée principalement par le fabricant de cycles BMC et son propriétaire le milliardaire Andy Rihs depuis sa création en 2007 jusqu'en 2018, l'équipe change de sponsor et se lie au groupe polonais CCC (de). Elle prend une licence polonaise et est renommée officiellement CCC Team, tandis que CCC Sprandi Polkowice descend au niveau d'équipe continentale (troisième division) et devient la réserve de l'équipe World Tour. CCC renforce sa présence dans le cyclisme en sponsorisant l'équipe féminine WaowDeals Pro.

### Arrivées et départs
Le recrutement de l'Autrichien Stefan Denifl est annulé, les deux parties rompant le contrat pour « raisons personnelles ». Son compatriote Riccardo Zoidl est engagé à sa place.
| Arrivées                 | Équipe 2018                   |
| ------------------------ | ----------------------------- |
| Amaro Antunes            | CCC Sprandi-Polkowice         |
| William Barta            | Hagens Berman-Axeon           |
| Pawel Bernas             | CCC Sprandi-Polkowice         |
| Josef Černý              | Elkov-Author                  |
| Víctor de la Parte       | Movistar                      |
| Simon Geschke            | Sunweb                        |
| Kamil Gradek             | CCC Sprandi-Polkowice         |
| Jakub Mareczko           | Wilier Triestina-Selle Italia |
| Lukasz Owsian            | CCC Sprandi-Polkowice         |
| Serge Pauwels            | Dimension Data                |
| Szymon Sajnok            | CCC Sprandi-Polkowice         |
| Laurens Ten Dam          | Sunweb                        |
| Gijs Van Hoecke          | LottoNL-Jumbo                 |
| Guillaume Van Keirsbulck | Wanty-Groupe Gobert           |
| Lukasz Wisniowski        | Sky                           |
| Riccardo Zoidl           | Felbermayr-Simplon Wels       |

| Départs            | Équipe 2019           |
| ------------------ | --------------------- |
| Alberto Bettiol    | EF Education First    |
| Tom Bohli          | UAE Team Emirates     |
| Brent Bookwalter   | Mitchelton-Scott      |
| Damiano Caruso     | Bahrain-Merida        |
| Rohan Dennis       | Bahrain-Merida        |
| Jempy Drucker      | Bora-Hansgrohe        |
| Kilian Frankiny    | Groupama-FDJ          |
| Simon Gerrans      | Retraite              |
| Stefan Küng        | Groupama-FDJ          |
| Richie Porte       | Trek-Segafredo        |
| Nicolas Roche      | Sunweb                |
| Jürgen Roelandts   | Movistar              |
| Miles Scotson      | Groupama-FDJ          |
| Dylan Teuns        | Bahrain-Merida        |
| Tejay van Garderen | EF Education First    |
| Loïc Vliegen       | Wanty - Groupe Gobert |
| Danilo Wyss        | Dimension Data        |

## Déroulement de la saison
Le premier coureur à revêtir le maillot de CCC en cours est le Néo-Zélandais Patrick Bevin à l'occasion de ses championnats nationaux, au début du mois de janvier. Il apporte à l'équipe sa première victoire sous son nouveau nom en décrochant le titre en contre-la-montre avec deux minutes d'avance sur ses adversaires. Il avait déjà été champion de Nouvelle-Zélande du contre-la-montre en 2016. Il est cinquième de la course en ligne le surlendemain.
La première course de l'équipe est le Tour Down Under, en Australie, première manche de l'UCI World Tour 2019. Patrick Bevin, Víctor de la Parte, Jakub Mareczko, Łukasz Owsian, Joey Rosskopf, Szymon Sajnok et Francisco Ventoso y sont alignés, avec les victoires d'étapes pour principal objectif. Le sprinter Jakub Mareczko est troisième de la première étape. Échappé ce jour-là, Patrick Bevin s'impose le lendemain en surprenant les sprinteurs dans un final perturbé par une chute, et prend la tête du classement général. Il la garde pendant quatre jours, confortant même son avance en prenant la deuxième place de la quatrième étape derrière Daryl Impey. Une chute lors de la cinquième étape l'affaiblit cependant. Incapable de suivre les meilleurs sur la colline de Willunga, il termine la dernière étape à près de six minutes du vainqueur, Richie Porte, et à la 41e place du classement général. Il remporte toutefois le classement des sprints,. Une semaine plus tard, CCC dispute la Cadel Evans Great Ocean Road Race sans Bevin, mis au repos, et en comptant sur Jakub Mareczko et Szymon Sajnok pour une arrivée au sprint. Aucun des deux n'est en mesure de disputer la victoire. Joey Rosskopf est le coureur le mieux classé de l'équipe, à la 24e place.
Le leader de l'équipe Greg Van Avermaet commence sa saison au Tour de la Communauté valencienne, entouré d'Amaro Antunes, Alessandro De Marchi, Michael Schär, Gijs Van Hoecke et Guillaume Van Keirsbulck. Il en remporte la troisième étape.

## Coureurs et encadrement technique

### Effectif
| Cycliste                 | Date de naissance | Nationalité      | Équipe 2018                   |  |
| ------------------------ | ----------------- | ---------------- | ----------------------------- |  |
| Amaro Antunes            | 27 novembre 1990  | Portugal         | CCC Sprandi-Polkowice         |  |
| William Barta            | 4 janvier 1996    | États-Unis       | Hagens Berman-Axeon           |  |
| Pawel Bernas             | 24 mai 1990       | Pologne          | CCC Sprandi-Polkowice         |  |
| Patrick Bevin            | 15 février 1991   | Nouvelle-Zélande | BMC Racing                    |  |
| Josef Černý              | 11 mai 1993       | Tchéquie         | Elkov-Author                  |  |
| Víctor de la Parte       | 22 juin 1986      | Espagne          | Movistar                      |  |
| Alessandro De Marchi     | 19 mai 1986       | Italie           | BMC Racing                    |  |
| Simon Geschke            | 13 mars 1986      | Allemagne        | Sunweb                        |  |
| Kamil Gradek             | 17 septembre 1990 | Pologne          | CCC Sprandi-Polkowice         |  |
| Jonas Koch               | 25 juin 1993      | Allemagne        | CCC Sprandi-Polkowice         |  |
| Jakub Mareczko           | 30 avril 1994     | Italie           | Wilier Triestina-Selle Italia |  |
| Lukasz Owsian            | 24 février 1990   | Pologne          | CCC Sprandi-Polkowice         |  |
| Serge Pauwels            | 21 novembre 1983  | Belgique         | Dimension Data                |  |
| Joey Rosskopf            | 5 septembre 1989  | États-Unis       | BMC Racing                    |  |
| Szymon Sajnok            | 24 août 1997      | Pologne          | CCC Sprandi-Polkowice         |  |
| Michael Schär            | 29 septembre 1986 | Suisse           | BMC Racing                    |  |
| Laurens Ten Dam          | 13 novembre 1980  | Pays-Bas         | Sunweb                        |  |
| Greg Van Avermaet        | 17 mai 1985       | Belgique         | BMC Racing                    |  |
| Gijs Van Hoecke          | 12 novembre 1991  | Belgique         | LottoNL-Jumbo                 |  |
| Nathan Van Hooydonck     | 12 octobre 1995   | Belgique         | BMC Racing                    |  |
| Guillaume Van Keirsbulck | 14 février 1991   | Belgique         | Wanty-Groupe Gobert           |  |
| Francisco Ventoso        | 6 mai 1982        | Espagne          | BMC Racing                    |  |
| Lukasz Wisniowski        | 7 décembre 1991   | Pologne          | Sky                           |  |
| Riccardo Zoidl           | 8 avril 1988      | Autriche         | Felbermayr-Simplon Wels       |  |
| Stagiaire                | Date de naissance | Nationalité      | Équipe 2019                   |  |
| Fred Wright              | 13 juin 1999      | Grande-Bretagne  |                               |  |
| Georg Zimmermann         | 11 octobre 1997   | Allemagne        | Tirol KTM Cycling Team        |  |

### Encadrement
L'équipe reste dirigée par Jim Ochowicz, à sa tête depuis sa création sous le nom de BMC en 2007, et entouré par Gavin Chilcott et Robert Krajewski.
Piotr Wadecki est manager sportif. Cinq directeurs sportifs encadrent les coureurs. Trois d'entre eux, Fabio Baldato, Valerio Piva et Jackson Stewart, étaient déjà dans l'encadrement de BMC. Ils sont rejoints par deux directeurs de CCC-Sprandi Polkowice, Piotr Wadecki et Gabriele Missaglia. Marco Pinotti reste directeur de la performance de l'équipe,,. Directeur de la performance puis manager sportif de BMC de 2013 à 2018, Allan Peiper quitte l'équipe et rejoint UAE Emirates.

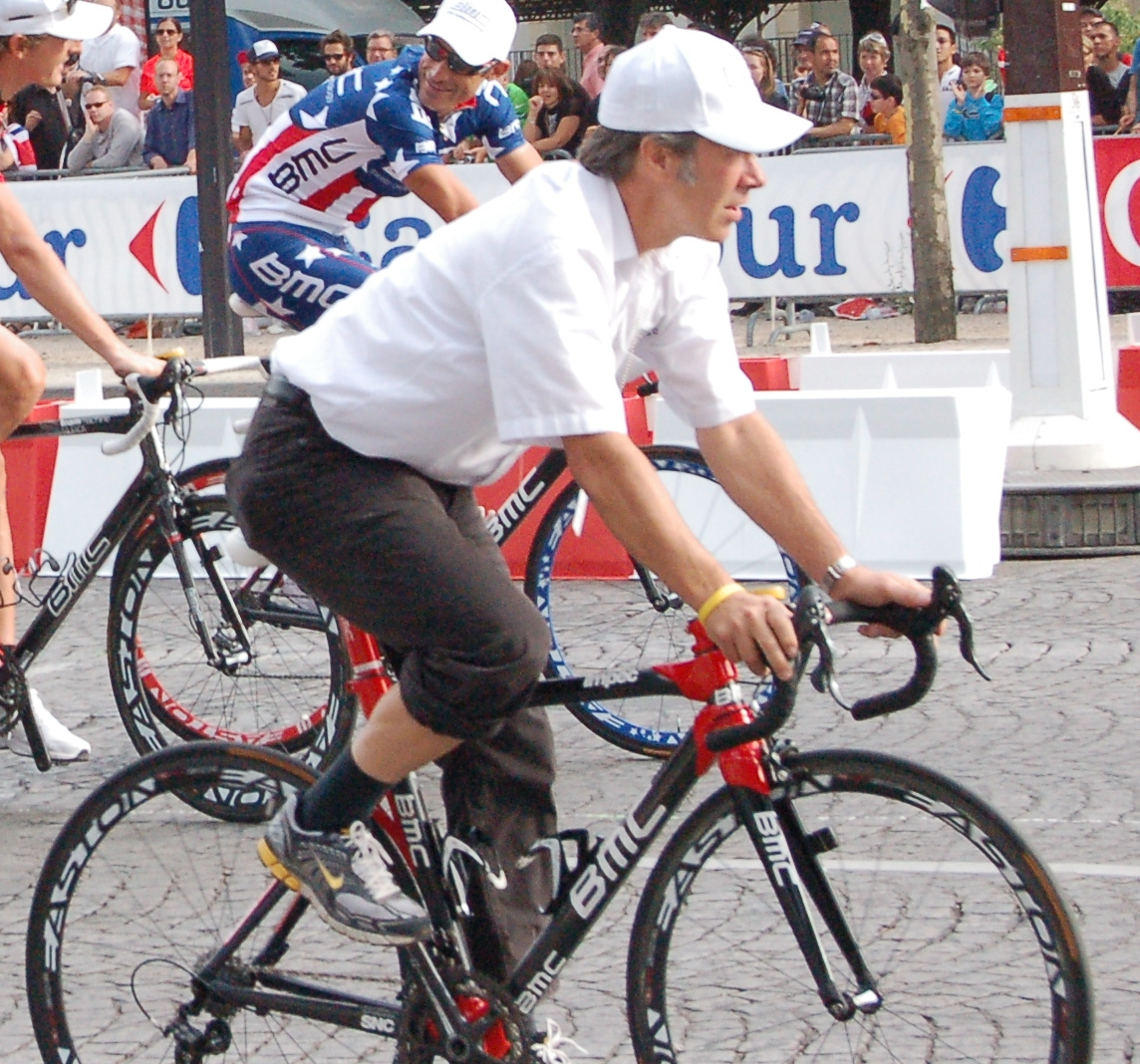
Jim Ochowicz lors de la dernière étape du Tour de France 2010.
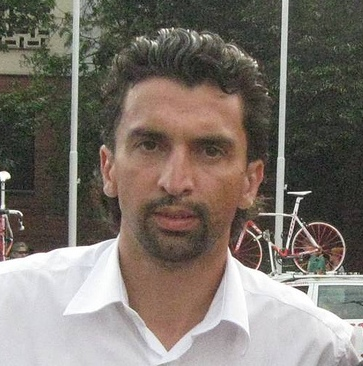
Fabio Baldato en 2009.
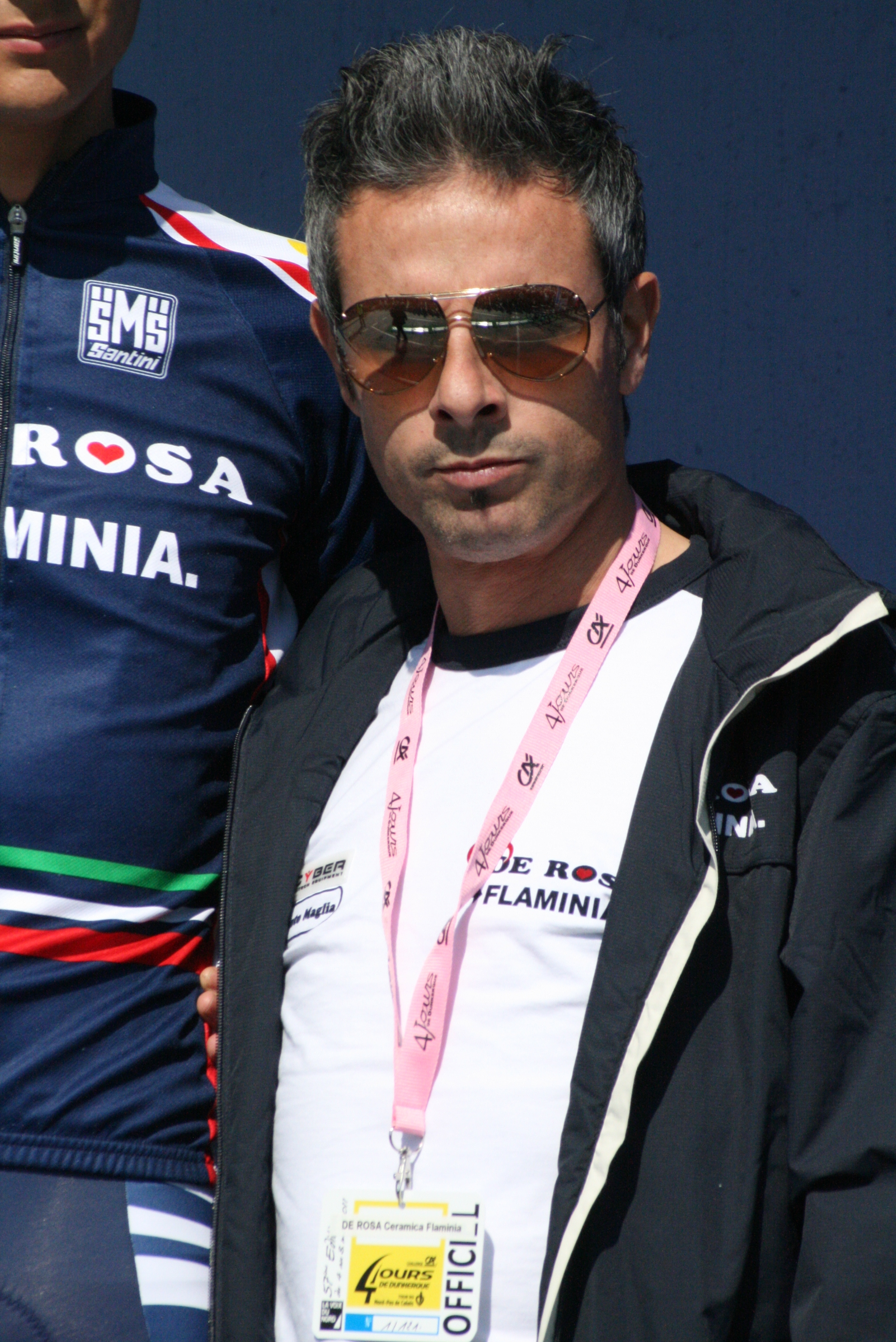
Gabriele Missaglia lors des Quatre Jours de Dunkerque 2011.

## Bilan de la saison

### Victoires
| Date       | Course                                              | Pays             | Classe | Vainqueur         |
| ---------- | --------------------------------------------------- | ---------------- | ------ | ----------------- |
| 04/01/2019 | Championnat de Nouvelle-Zélande du contre-la-montre | Nouvelle-Zélande | CN     | Patrick Bevin     |
| 16/01/2019 | 2e étape du Tour Down Under                         | Australie        | 2.UWT  | Patrick Bevin     |
| 08/02/2019 | 3e étape du Tour de la Communauté valencienne       | Espagne          | 2.1    | Greg Van Avermaet |
| 05/05/2019 | 3e étape du Tour de Yorkshire                       | Royaume-Uni      | 2.1    | Greg Van Avermaet |
| 26/05/2019 | 3e étape des Hammer Series Stavanger                | Norvège          | 2.1    | CCC Team          |
| 15/09/2019 | Grand Prix cycliste de Montréal                     | Canada           | 1.UWT  | Greg Van Avermaet |

### Résultats sur les courses majeures
Les tableaux suivants représentent les résultats de l'équipe dans les principales courses du calendrier international (les cinq classiques majeures et les trois grands tours). Pour chaque épreuve est indiqué le meilleur coureur de l'équipe, son classement ainsi que les accessits obtenus par CCC sur les courses de trois semaines.
| Classique            | Milan-San Remo          | Tour des Flandres       | Paris-Roubaix           | Liège-Bastogne-Liège       | Tour de Lombardie        |
| -------------------- | ----------------------- | ----------------------- | ----------------------- | -------------------------- | ------------------------ |
| Coureur (classement) | Greg Van Avermaet (42e) | Greg Van Avermaet (10e) | Greg Van Avermaet (12e) | Alessandro De Marchi (41e) | Víctor de la Parte (47e) |

#### Grands tours
| Grand tour           | Tour d'Italie            | Tour de France          | Tour d'Espagne   |
| -------------------- | ------------------------ | ----------------------- | ---------------- |
| Coureur (classement) | Víctor de la Parte (21e) | Greg Van Avermaet (36e) | Jonas Koch (60e) |
| Accessits            | -                        | -                       | -                |